# Maria Laach am Jauerling
Maria Laach am Jauerling osztrák mezőváros Alsó-Ausztria Kremsvidéki járásában. 2025 januárjában 888 lakosa volt. 

## Elhelyezkedése

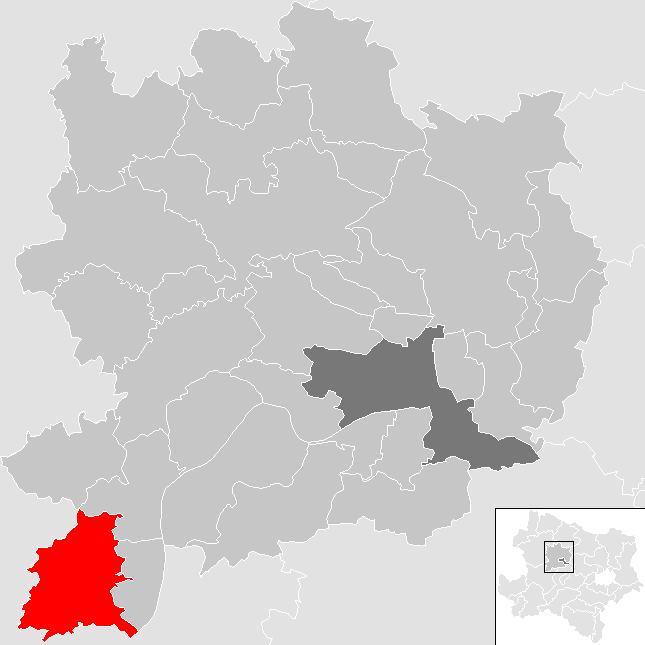
Maria Laach am Jauerling a Kremsvidéki járásban

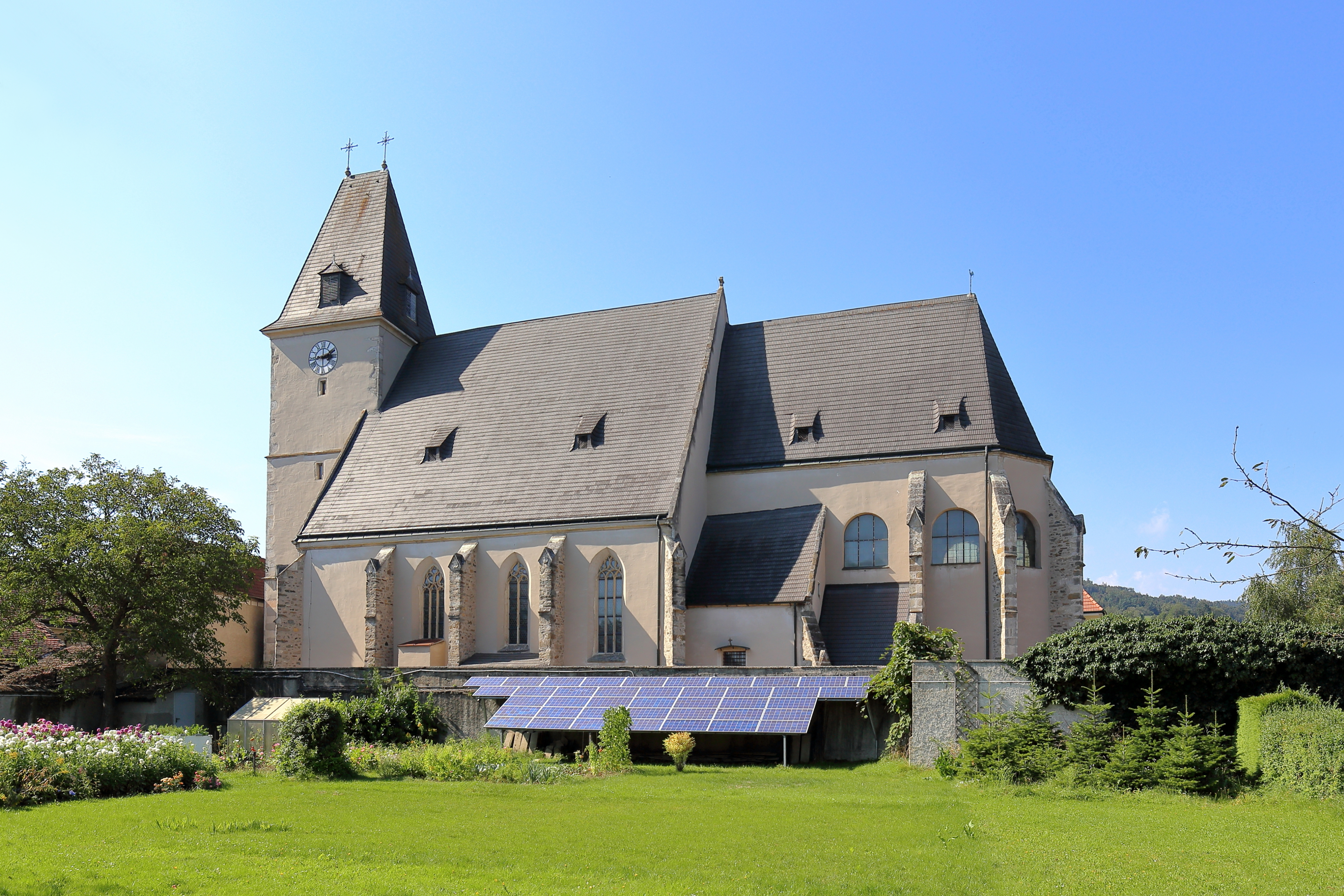
A Szűz Mária látogatása-kegytemplom

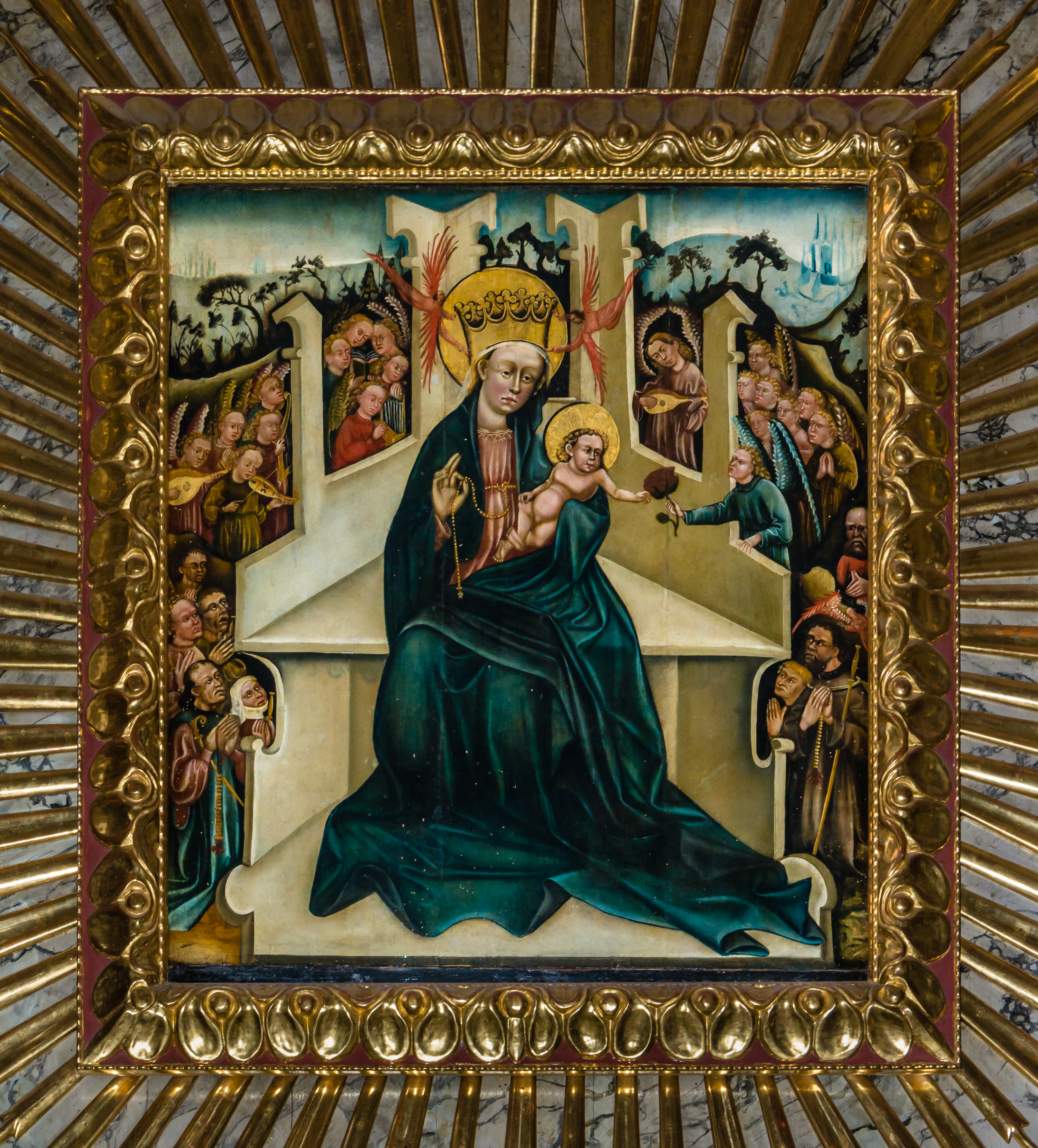
A hatujjú Szűz Mária képe

Maria Laach am Jauerling a tartomány Waldviertel régiójában fekszik a Dunától északnyugatra. Legmagasabb pontja a Jaugerling (960 m). Területének 56%-a erdő, 40,2% áll mezőgazdasági művelés alatt. Az önkormányzat 20 települést egyesít: Benking (29 lakos 2025-ben), Felbring (27), Friedersdorf (26), Gießhübl (6), Haslarn (36), Hinterkogel (16), Hof (13), Kuffarn (50), Litzendorf (28), Loitzendorf (90), Maria Laach am Jauerling (266), Mitterndorf (5), Nonnersdorf (31), Oberndorf (23), Schlaubing (26), Thalham (11), Weinberg (20), Wiesmannsreith (29), Zeißing (98) és Zintring (58). 
A környező önkormányzatok: északra Mühldorf, északkeletre Spitz, keletre Aggsbach, délkeletre Schönbühel-Aggsbach, délre Emmersdorf an der Donau, nyugatra Weiten, északnyugatra Raxendorf.

## Története
Laachot 1232-ben említik először. Kápolnájának felügyeletét eleinte a weiteni egyházközség, 1432-től a bajorországi Vilshofen kolostora látta el. 
A 16. században a Kuefstein családé lett és ebben az időben a reformáció egyik helyi központjává vált. A Kuefsteinek prédikátorokat hívattak a templomába és 1580-ban önálló uradalmi plébániát alapítottak. 1659-ben Laachot már mezővárosként említik. Késő gótikus csarnoktemploma a 15. század végén épült. Ekkoriban készült az a Madonna-kép, amelyen Szűz Mária jobb kezén hat ujj látható (különböző legendák szerint a festő véletlenül vagy szándékosan festett hat ujjat a kezére). A 18. században elterjedt a kép csodatévő hatásának híre és a templom népszerű zarándokhellyé változott. Ezt követően vette fel a település a Maria Laach nevet. 
Maria Laach 1985-ben kapta a címerét. 

## Lakosság
A Maria Laach am Jauerling-i önkormányzat területén 2025 januárjában 1526 fő élt. Lakosságszáma 1981 óta enyhén csökkenő tendenciát mutat. 2023-ban az ittlakók 97%-a volt osztrák állampolgár; a külföldiek közül 1,3% a régi (2004 előtti), 1,1% az új EU-tagállamokból érkezett. 0,1% a volt Jugoszlávia (Horvátország és Szlovénia kivételével) vagy Törökország; 0,4% egyéb ország polgára volt. 2001-ben a lakosok 97,8%-a római katolikusnak, 0,6% evangélikusnak, 0,1% mohamedánnak, 0,7% pedig felekezeten kívülinek vallotta magát. Ugyanekkor egy magyar élt a mezővárosban; a legnagyobb nemzetiségi csoportot a német anyanyelvűeken (98%) kívül a horvátok alkották 6 fővel.  
A népesség változása:
| Lakosok száma | 950  | 932  | 916  |
|               | 2005 | 2016 | 2018 |

## Látnivalók
- a Szűz Mária látogatása kegy- és plébániatemplom
- a Jauerling–Wachau natúrpark
- a Jauerling kilátója
- a zeißingi kastély romjai